# Haxenhaus zum Rheingarten

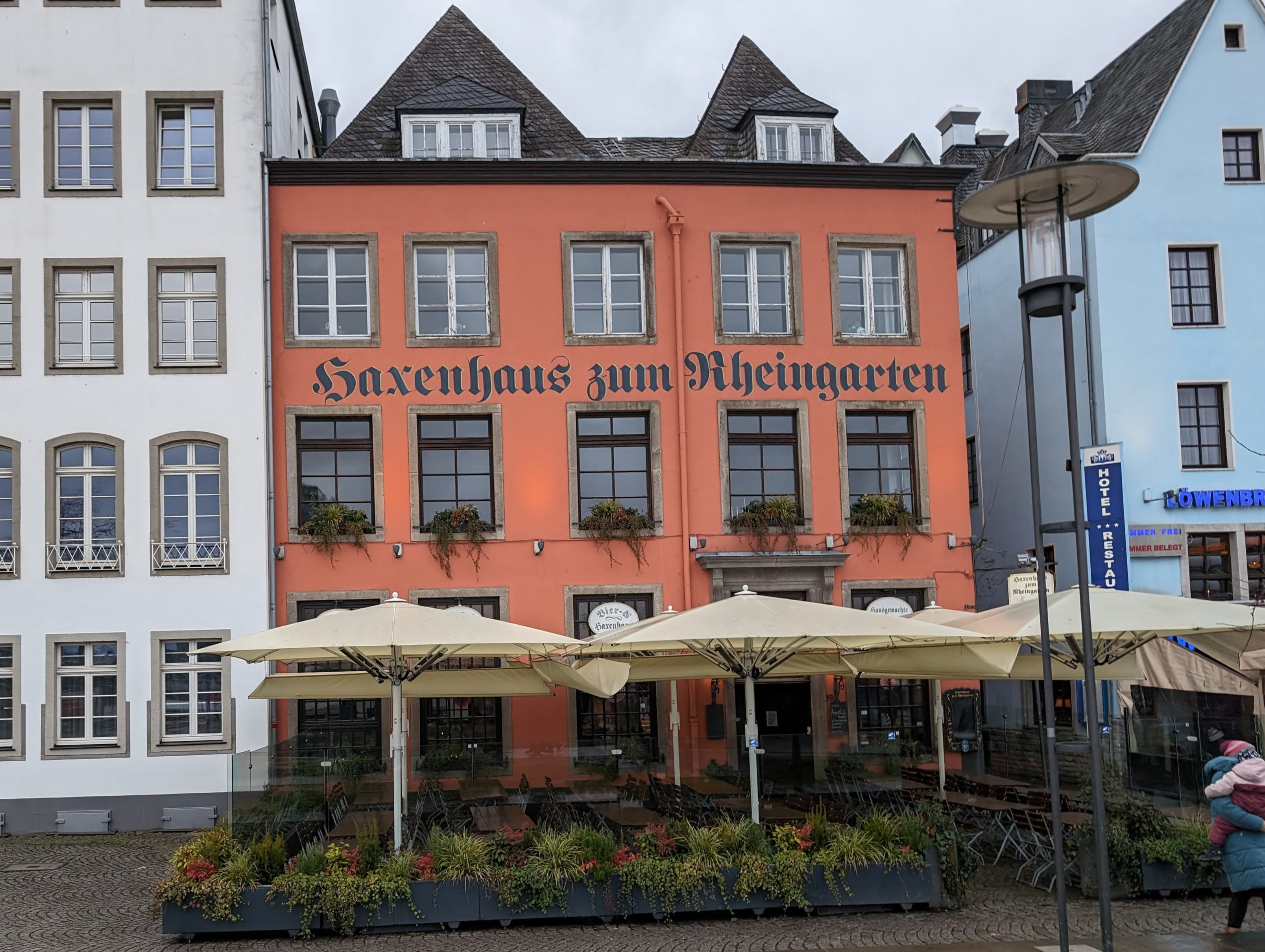
Haxenhaus zum Rheingarten

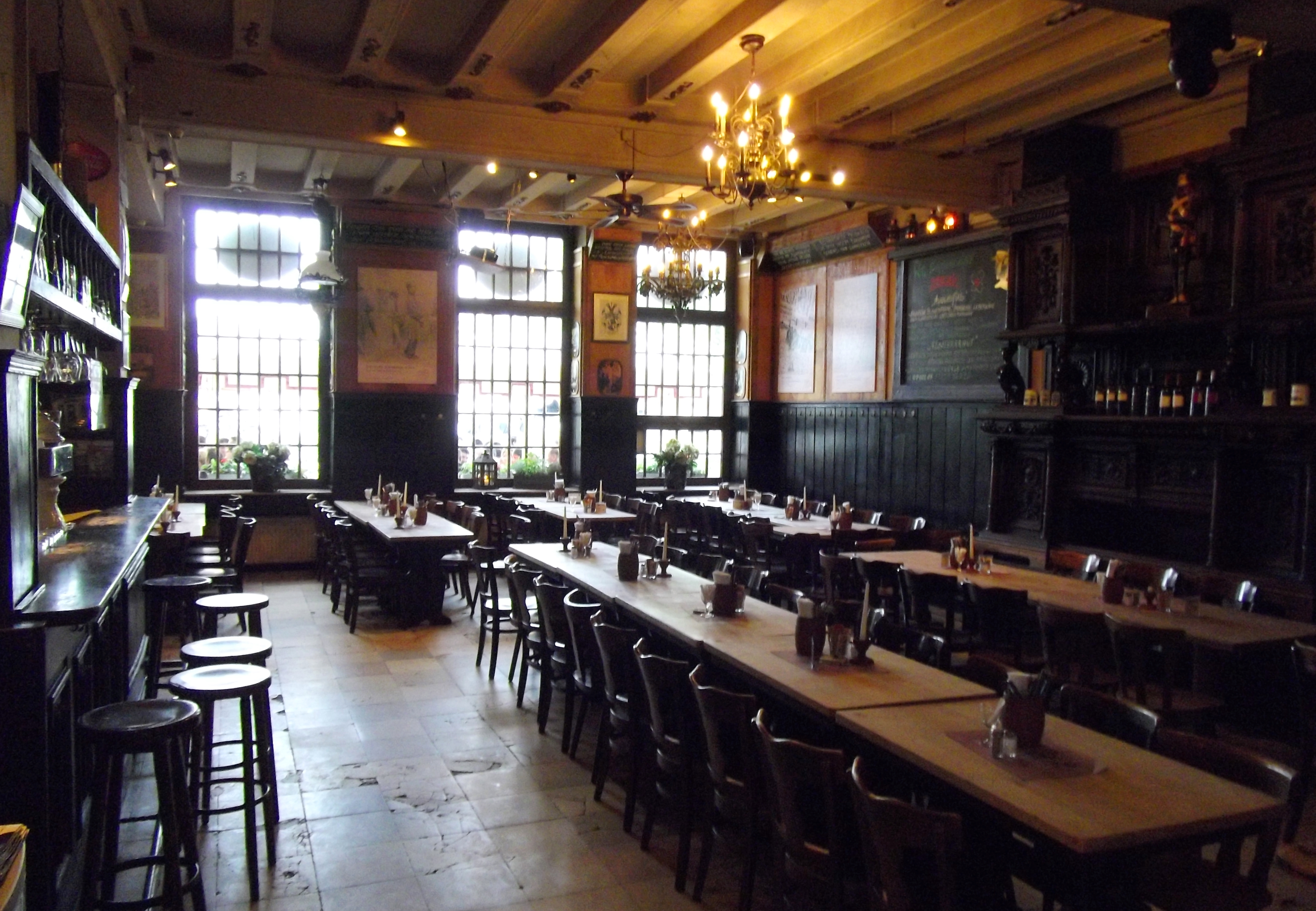
Einrichtung der Gaststätte

Das als Baudenkmal geschützte Haxenhaus zum Rheingarten in der Kölner Altstadt beherbergte unter verschiedenen Namen Kölner Hausbrauereien und dient heute als traditionelle Gastwirtschaft, mit einer nachweisbaren Geschichte des Hauses von mehr als 780 Jahren.

## Geschichte
Das Haus wurde 1231 erstmals urkundlich unter dem Namen „Huus am Bootermaate“ (Haus am Buttermarkt) ausgewiesen. Das in den Weltkriegen unzerstört gebliebene Gebäude entstand aus zwei angrenzenden Häusern des Hochmittelalters, dem ehemaligen Südhaus und dem damaligen Nordhaus (mit den überlieferten Namen „in Foro butyri“ (am Buttermarkt) sowie Stadtherberge „Haus Konyxsteyn“).
Während der Renaissance wurden diese beiden Häuser vereinigt und beherbergten unter mehrfach wechselnden Namen für mindestens 282 Jahre eine Brauerei. Im Brauereiverzeichnis des Jahres 1798 wird mit Abschaffung der Zünfte in Köln durch die französische Besatzungsregierung das Brauhaus „Zum Verlorenen Sohn“, Buttermarkt 32, unter dem letzten Zunftbrauer Mathias Segschneider aufgeführt.
Seit den frühen 1990er Jahren beherbergt das Gebäude die im traditionellen Kölner Brauhausstil eingerichtete Gastwirtschaft „Haxenhaus zum Rheingarten“; die originalgetreuen Decken, Gewölbekeller, Treppen und Türen des historischen Hauses blieben weitgehend erhalten.
Im Oktober 1992 wurde das Gebäude unter der Nummer 6631 vom Stadtkonservator unter Denkmalschutz gestellt.

## Marketing
Das Haxenhaus zum Rheingarten wird als Station des Kölner Brauhauswander- und des Rheinischen Sagenwegs vermarktet. Das mittelalterliche Haxenhaus ist auch Handlungsort eines durch den Inhaber des Brauhauses inspirierten Kriminalromans von Antonia Pauly unter dem Titel Der Büttel zu Cöln.